# Narciarstwo wodne na Plażowych Igrzyskach Azjatyckich 2012
Podczas III Plażowych Igrzysk Azjatyckich rozegrano cztery konkurencje w nartach wodnych: triki kobiet i mężczyzn oraz wakeboarding kobiet i mężczyzn. Zawody odbywały się w dniach od 20 do 22 czerwca 2012 r. 

## Medaliści
| Konkurencja           | Złoty                               | Srebrny                           | Brązowy                             |
| Triki mężczyzn        | Chiny (CHN) Shi Longfei             | Indonezja (INA) Maliki Zulkarnain | Korea Południowa (KOR) Jeong Ji-min |
| Wakeboarding mężczyzn | Tajlandia (THA) Tatsanai Kuakoonrat | Korea Południowa (KOR) Ji Hoon    | Korea Południowa (KOR) Jung In-sang |
| Triki kobiet          | Chiny (CHN) Song Yufei              | Chiny (CHN) Jiang Hui             | Japonia (JPN) Hiroko Komori         |
| Wakeboarding kobiet   | Chiny (CHN) Han Qiu                 | Chiny (CHN) Chen Lili             | Singapur (SIN) Sasha Christian      |

## Tabela medalowa
| Poz.    | Państwo         | Złoto | Srebro | Brąz | Łącznie |
| ------- | --------------- | ----- | ------ | ---- | ------- |
| 1       | Chiny (CHN)     | 3     | 2      | 0    | 5       |
| 2       | Tajlandia (THA) | 1     | 0      | 0    | 1       |
| 3       | Korea Pd. (KOR) | 0     | 1      | 2    | 3       |
| 4       | Indonezja (INA) | 0     | 1      | 0    | 1       |
| 5       | Japonia (JPN)   | 0     | 0      | 1    | 1       |
| 5       | Singapur (SIN)  | 0     | 0      | 1    | 1       |
| Łącznie | Łącznie         | 4     | 4      | 4    | 12      |